# قرار مجلس الأمن التابع للأمم المتحدة رقم 359
قرار مجلس الأمن التابع للأمم المتحدة رقم 359، المعتمد في 15 آب / أغسطس 1974، بعد أن أشار المجلس بقلق إلى تقرير الأمين العام بشأن استمرار العمل العسكري في قبرص وذكَّر بأن قوة الأمم المتحدة لحفظ السلام في قبرص وضعت هناك بموافقة كاملة من حكومات قبرص وتركيا واليونان، أعرب المجلس عن أسفه لمقتل وإصابة أفراد القوة. يطالب القرار جميع الأطراف باحترام وضع القوة ويطالب جميع الأطراف بالتعاون معها في تنفيذ مهامها في جميع مناطق قبرص.
اعتُمد القرار بأغلبية 14 صوتاً، ولم تشارك جمهورية الصين الشعبية في التصويت.